# Santa Cruz (Galápagos)
Santa Cruz är den näst största ön i ögruppen Galápagosöarna, som tillhör Ecuador. Santa Cruz som är en vulkanö har en yta på 986 kvadratkilometer vilket är ungefär 4 gånger mindre än den största ön  Isabela. Puerto Ayora som ligger på Santa Cruz är med cirka 12 000 invånare Galápagosöarnas största stad.

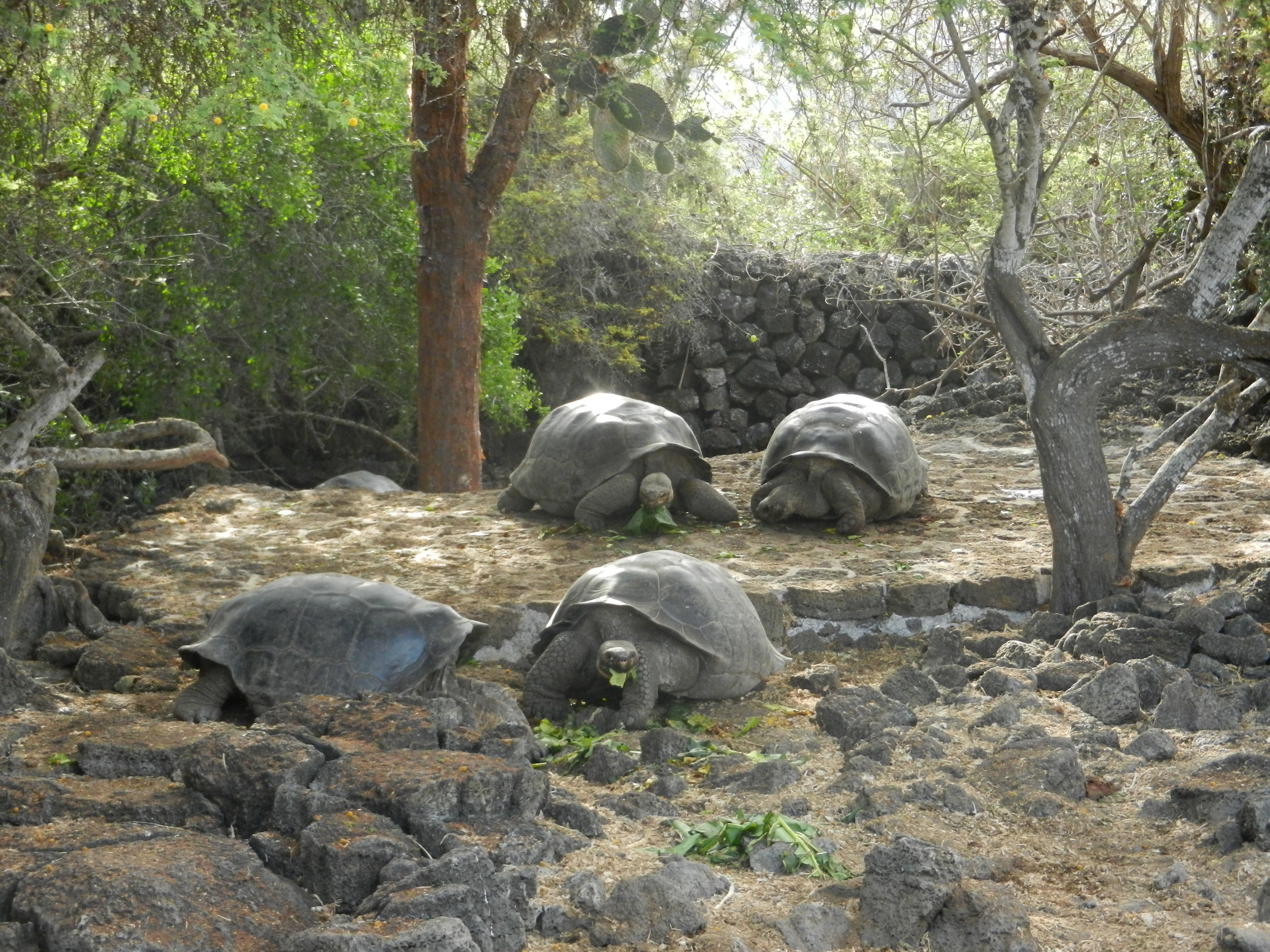

På ön finns två populationer av jättesköldpaddor och experter har länge trott att det rört sig om samma art (Chelonoidis porteri), men forskarna kunde 2015 via genetiska tester visa att populationen, bara några hundra individer, som lever på öns östra sida är genetiskt skild från öns övriga jättesköldpaddor. Denna art har fått namnet Chelonoidis donfaustoi.